# أكرم فؤاد خاطر
أكرم فؤاد خاطر (بالإنجليزية: Akram Fouad Khater)‏ (3 ديسمبر 1960 - )، مؤرخ لبناني أمريكي، وأستاذ التاريخ بجامعة ولاية كارولينا الشمالية، متخصص في تاريخ الشرق الأوسط والعلاقات والدراسات العربية، حصل خاطر على درجة الدكتوراه من جامعة كاليفورنيا في بيركلي عام 1993. يعمل حاليًا على تطوير برنامج للطلاب الجامعيين والماجستير في تدريس تاريخ العالم بالمدارس الثانوية. يرأس حاليًا مركز موييز خير الله لدراسات الشتات اللبناني.

## حياته
ولد أكرم فؤاد خاطر في 3 ديسمبر 1960 في عائلة لبنانية مهاجرة إلى أمريكا، تعلم في جامعة كاليفورنيا، وحصل على بكاليريوس في الهندسة الكهربائية، ثم حصل على الماجستير في التاريخ من جامعة كاليفورنيا سانتا كروز أيضًا، وحصل على الدكتوراه من جامعة كاليفورنيا بركلي، اهتم في كتاباته عن تاريخ لبنان، وتاريخ الشتات اللبناني، وفي 2012 أكمل فيلمًا وثائقيًا عن تاريخ المجتمع اللبناني في ولاية كارولاينا الشمالية، كما بدأ عرضًا أخر في 21 فبراير 2014 عن "اللبنانيين في أمريكا"، حيث سافر فيه إلى ستة مدن في الولايات المتحدة، وما زال مستمرًا في هذا العرض حتى الآن. قدم أكرم العديد من المقالات وألقى أكثر من 300 محاضرة متعلقة بتاريخ الشرق الأوسط في العشر سنين الأخيرة. حصل أكرم على عدة جوائز منها: جائزة المعلم المتميز من جامعة ولاية نورث كارولينا عن الفترة 1998-1999 وجائزة جامعة ولاية نورث كارولينا المتميزة لأعضاء هيئة التدريس عن الفترة 1999-2000.

## مؤلفاته
- تزوجت من الحرير: إعادة كتابة تاريخ الفلاحين في جبل لبنان في القرن التاسع عشر بقلم أكرم فؤاد خاطر - أطروحة أكاديمية، صدر في 1993.
- الوطن المعاكس (بالإنجليزية: inventing home)‏: الهجرة والجنس والطبقة الوسطى في لبنان، 1870-1920 بقلم أكرم فؤاد خاطر، كتاب تاريخي، صدر في 2001.
- مصادر في تاريخ الشرق الأوسط الحديث (بالإنجليزية: sources in the history of the modern middle east)‏، بقلم أكرم فؤاد خاطر، كتاب تاريخي، صدر في 2003، 421 صفحة.
- احتضان السماء: العاطفة والسياسة في الشرق الأوسط المسيحي (بالإنجليزية: Embracing the Divine: Passion and Politics in Christian Middle East)‏، صدر في 2011.[4]

## وصلات خارجية
- http://faculty.chass.ncsu.edu/akhater/personal/
- https://web.archive.org/web/20070727144440/http://www.h-net.org/reviews/showpdf.cgi?path=244011057184597
- https://www.amazon.com/Sources-History-Modern-Middle-East/dp/0395980674 Link also confirms BIO of Professor from inside dust jacket.